# Międzynarodowy Dzień Walki z Ubóstwem
Międzynarodowy Dzień Walki z Ubóstwem, ang. International Day for the Eradication of Poverty – ustanowiony w 1992 roku przez Zgromadzenie Ogólne ONZ (rezolucja 47/196 z 22 grudnia), obchodzony co roku w dniu 17 października.
Pierwowzorem tej inicjatywy był obchodzony w tym dniu od roku 1987 przez organizacje pozarządowe w wielu krajach Światowy Dzień Sprzeciwu Wobec Nędzy, zainicjowany przez powstały we Francji międzynarodowy ruch ATD Czwarty Świat.
Dzień ten poświęcony jest najuboższym jako wyraz hołdu dla ofiar nędzy na całym świecie, znak solidarności i braterstwa z najuboższymi oraz zaangażowania się w poszanowanie i przestrzeganie Praw Człowieka. Obchody mają uświadomić opinii publicznej konieczność likwidacji ubóstwa na całym świecie, zwłaszcza w krajach rozwijających się, oraz zwrócić uwagę, że walka z ubóstwem stała się priorytetem na drodze rozwoju.

## Obchody w Polsce
W Polsce Międzynarodowy Dzień Walki z Ubóstwem, jak i Program Walki z Ubóstwem do 2010 roku znajdował się pod patronatem Rzecznika Praw Obywatelskich. Inicjatorem działań w tym zakresie był prof. Andrzej Zoll.